# Alvin Superstar - Nessuno ci può fermare
Alvin Superstar - Nessuno ci può fermare (Alvin and the Chipmunks: The Road Chip) è un film statunitense del 2015 diretto da Walt Becker.
Sequel di Alvin Superstar 3 - Si salvi chi può! (2011), è il quarto e ultimo film della serie.

## Trama
Alvin, Simon e Theodore insieme alle Chipettes organizzano una festa di compleanno a sorpresa per Dave, che funge anche da festa in bocca al lupo per le Chipettes, che saranno giudici di American Idol. Alvin assume molte persone e celebrità, per lo sgomento di Simon. Dave accetta di portarli al mini-golf e di incontrare Samantha, la donna che ha frequentato negli ultimi mesi. Mentre i Chipmunks amano Samantha, suo figlio Miles è un bullo che abusa fisicamente del trio. Più tardi, i Chipmunks trovano un anello di fidanzamento in una borsa che Dave ha portato a casa e credono che proporrà a Samantha di sposarlo. Tentano così di rubare l'anello, ma senza successo.
Dave deve produrre un disco per l'artista pop emergente Ashley Gray a Miami, e decide di portare Samantha con sé. I Chipmunks e Miles restano insieme a casa, ma decidono di raggiungere Miami per sabotare la proposta. I Chipmunks drogano tre scoiattoli e li vestono con i loro vestiti per ingannare la loro vicina, la signorina Price, alla quale è stato chiesto di prendersi cura di loro. I Chipmunks viaggiano su un aereo, ma Theodore fa uscire una scimmia dalla stiva, che poi fa uscire diversi animali che causano un atterraggio di emergenza e portano l'ira del maresciallo James Suggs, che odia i Chipmunks. Di conseguenza, vengono inseriti nella No Fly List.
I Chipmunks raggiungono un bar e si esibiscono e salgono poi su un taxi, ma il tassista viene a sapere che non possono pagare e li fa scendere in mezzo alla campagna. I Chipmunks e Miles si riposano sotto un albero e quest'ultimo rivela che suo padre lo ha lasciato a cinque anni. Il giorno dopo arrivano ad un parcheggio per autobus, iniziano così a esibirsi e raccolgono fondi per prendere un autobus per New Orleans e una volta lì cantano Uptown Funk alla sfilata del Mardi Gras, cosa che attira l'attenzione di Dave quando viene trasmesso in televisione.
Dave e Samantha incontrano Miles e i Chipmunks all'aeroporto e li sgridano tutti, tuttavia sono costretti a portarli a Miami, poiché i Chipmunks sono ora nella No Fly List, Dave deve quindi accompagnarli in macchina. Quando arrivano lì, Alvin rivela che ha rubato l'anello dal contenitore, rovinando così la proposta. Tuttavia, Miles, che si era legato ai Chipmunks, rimane sconvolto dal fatto che stessero celebrando per questo e se ne va indignato. Attraversa la strada con le cuffie ed è quasi investito da un'auto, ma i Chipmunks fanno oscillare Theodore e spingono via Miles, salvandogli la vita. I Chipmunks si scusano con Miles, corrono così a recuperare l'anello. Poco dopo però ricompare Suggs che si mette ad inseguire i Chipmunks, tuttavia i tre scoiattoli riescono ad intrappolarlo bloccando l'ascensore, dopodiché raggiungono con Miles il ristorante dove si trovano Dave e Samantha.
Una volta lì Miles e i Chipmunks restituiscono l'anello a Dave, che rivela per il momento che non intendeva proporre a Samantha di sposarlo: infatti l'anello apparteneva al suo amico Barry. Dave è molto deluso dai Chipmunks, quindi decidono di farsi perdonare cantando una nuova canzone per lui alla festa di lancio del disco con l'aiuto delle Chipette, Ashley e Miles. Restituiscono anche l'anello a Barry, che ritenta la sua proposta ad Alice, e questa volta accetta perdonando il trio di scoiattoli, che vengono perdonati anche da Dave. Miles si innamora di Ashley e si scambiano i numeri telefonici mentre Dave torna a casa con i Chipmunks e li porta in un tribunale, dove li adotta. Dave gli dice che nulla potrebbe rovinare la sua giornata più felice, ma dopo essere tornati a casa, vedono che gli scoiattoli veri hanno distrutto tutto.

## Distribuzione
Il film è uscito nelle sale cinematografiche statunitense il 18 dicembre 2015 mentre in quelle italiane il 23 dello stesso mese, distribuito dalla 20th Century Fox.

## Colonna sonora
La colonna sonora del film è stata pubblicata il 11 dicembre 2015, una settimana prima della prima del film. In questo film, a differenza del precedente, le canzoni sono più recenti infatti troviamo singoli come Turn Down for What di DJ Snake i Lil Jon o Uptown Funk di Mark Ronson e Bruno Mars.
Quasi tutte le canzoni sono cantate dai Chipmunks o dalle Chipette, a parte Geronimo degli Sheppard.
L'album contiene in tutto 9 tracce:
1. Juicy Wiggle
2. Conga
3. Oh My Love
4. South Side
5. Iko Iko
6. Uptown Funk
7. Sheppard – Geronimo
8. Turn Down for What
9. Home

## Accoglienza

### Incassi
Alvin Superstar - Nessuno ci può fermare ha incassato $ 85.886.987 in Nord America e $ 148.911.649 in altri territori per un totale mondiale di $ 234.798.636 contro un budget di $ 90 milioni.
Negli Stati Uniti e in Canada, è uscito il 18 dicembre 2015 in 3.653 sale. Il film ha incassato $ 4.126.717 nel primo giorno e $ 14.287.159 nel weekend di apertura, finendo secondo al botteghino dietro Star Wars - Il risveglio della Forza ($ 247.966.675).

### Critica
Sull'aggregatore di recensioni Rotten Tomatoes, il film ha un indice di gradimento del 15% basato su 67 recensioni professionali, e con una valutazione media di 3,42/10. Il consenso critico del sito recita: "Per alcuni aspetti, Alvin Superstar - Nessuno ci può fermare è un miglioramento marginale rispetto ai capitoli precedenti, sebbene ciò non si qualifichi in alcun modo come una raccomandazione". Su Metacritic, il film ha un punteggio di 33 su 100 basato su 21 critici, indicando "recensioni generalmente sfavorevoli". Il pubblico intervistato da CinemaScore ha assegnato al film una "A–" come voto medio su una scala da A+ a F.

## Riconoscimenti
- 2016 - Razzie Award
  - Peggior attrice non protagonista a Kaley Cuoco
  - Candidatura al peggior attore non protagonista a Jason Lee
  - Candidatura al peggior prequel, remake, rip-off o sequel
- 2016 - Nickelodeon Kids' Choice Award
  - Candidatura alla miglior voce di un film d'animazione a Justin Long
  - Candidatura al miglior film d'animazione